# Rhyssoleptoneta latitarsa
Espèce
Rhyssoleptoneta latitarsa est une espèce d'araignées aranéomorphes de la famille des Leptonetidae.

## Distribution
Cette espèce est endémique du Hebei en Chine,.

## Description
Le mâle holotype mesure 1,35 mm.
La femelle décrite par Wang, Tao et Li en 2012 mesure 1,80 mm.

## Publication originale
- Tong & Li, 2007 : « Description of Rhyssoleptoneta latitarsa gen. nov. et sp. nov. (Araneae, Leptonetidae) from Hebei Province, China. » Acta Zootaxonomica Sinica, vol. 32, no 1, p. 35-37 (texte intégral).